# Hannu Mäkirinta
Hannu Mäkirinta, född den 30 april 1949 i Jurva, död den 17 februari 1989, var en finländsk orienterare och långdistanslöpare. Han tog silver i stafett vid orienterings-VM 1974 och 1976.